# 2005 en littérature
| Années de la littérature : 2002 - 2003 - 2004 - 2005 - 2006 - 2007 - 2008    |
| Décennies de la littérature : 1970 - 1980 - 1990 - 2000 - 2010 - 2020 - 2030 |

Cet article présente les faits marquants de l'année 2005 en littérature.

## Évènements
- Au Liban, le salon du livre de Beyrouth qui a lieu au Beirut International Exhibition & Leisure Center (BIEL), tend à prouver le dynamisme et la richesse de l’édition et de la libraire en langue française dans ce pays et marque le renouveau de cette manifestation : plus de 90 000 visiteurs rencontrent une cinquantaine d’auteurs francophones (dont Alain Decaux, Frédéric Beigbeder, Daniel Rondeau, Mohamed Kacimi, Jean-Pierre Thiollet et Richard Millet) et plus de 70 stands réunissent les librairies, les maisons d’édition nationales, la presse et les différentes associations culturelles libanaises, les ambassades francophones et institutions autour d’un programme riche en nouveautés.
- Fondation de la maison d'édition indépendante de fiction Alto par Antoine Tanguay à Québec.
- Alexandre Jardin, dans son roman à clés Le Roman des Jardin, révèle que son frère Frédéric croit être le fils biologique du cinéaste Claude Sautet du fait de la relation très intime qu'avait entretenu le couple Jardin avec le cinéaste. Les tests ADN révéleront en 2008 que ce n'est pas le cas.

## Presse
- Philippe Tesson prend la suite de Danielle Dumas à la direction de publication de la revue L'Avant-Scène, qui devient alors L'avant-scène théâtre. Il lance une nouvelle maquette, dans un format réduit, et confie la direction éditoriale à Olivier Celik et Anne-Claire Boumendil.
- Juin : première parution du journal brittophone Ya ! le 10 juin 2005.

## Parutions

### Bande dessinée
1. Anton Drek (américain), Drekbook, éd. Dynamite, 145 pages. Totalité des BD réalisées par l'auteur dans les années 1990.
2. André Girard (1901-1968), Hitler, Staline et compagn9ie, éd. Buchet-Chastel, 158 pages. Ses caricatures de 1934 à 1942.
3. Masashi Kishimoto, Naruto, volumes 15,16,17,18,19,20, éd. Shonen Kana. -manga
4. Craig Thompson (américain), Un Américain en balade, traduit par Hélène Dauniol-Remaud, éd. Casterman, janvier, 222 pages.
5. Les éditions Jungle commencent la publication d'une trentaine d'albums adaptés de la série à succès Caméra Café diffusée dur M6.

### Biographies
1. Aron Gabor (?-1982, hongrois), Le Cri de la taïga, préface de Stéphane Courtois, traduit par Mathias Kolos, éd. du Rocher, 702 pages. Un témoignage sur la « banalité du mal » soviétique.
2. Philippe de Gaulle entretiens avec Michel Tauriac, De Gaulle, mon père, tome 1, éd. Plon.
3. Alain Gerber, Charlie, éd. Fayard, 626 pages. Charlie Parker.
4. Joseph Goebbels, Journal 1943-1945, présenté par Pierre Ayçoberry et Horst Möller, éd. Tallandier.
5. Charles Higham, L'Aviateur : La vraie vie d'Howard Hughes, éd. Calmann-Levy,  (ISBN 2702135374).
6. Frédéric Mitterrand, La Mauvaise Vie, éd. Robert Laffont, 360 pages.
7. Jean-Christian Petitfils, Louis XVI, éd. Perrin
8. Jean-Marc Varaut, Un avocat pour l'Histoire. Mémoires interrompus (1933-2005), éd. Flammarion.
9. Alain Vircondelet, Antoine et Consuelo de Saint-Exupéry : un amour de légende

### Essais
1. Henri Broch, Au Cœur de l'Extra-Ordinaire, Éd. Book-e-book, coll. « Zététique ».
2. Jaime Semprun, Défense et illustration de la novlangue française, Éditions de l'Encyclopédie des Nuisances, 90 pages.  (ISBN 978-2910386221)
3. Bertrand Vergely (philosophe), Saint Augustin ou la découverte de l'homme intérieur, éd. Milan.

#### Économie
1. Alain Caillé (sociologue), Dé-penser l'économique, éd. La Découverte - Mauss, 193 pages.
2. Jacques Généreux (socialiste), Les Vraies Lois de l'économie, éd. Le Seuil, Paris,  (ISBN 2020844818).
3. Jean-Claude Guillebaud, La Force de conviction, éd. Le Seuil.
4. Sylvie Matton, Srebrenica, un génocide annoncé, éd. Flammarion.
5. Philippe Pignarre, La Sorcellerie capitaliste, éd. La Découverte, 226 pages.
6. Hernando de Soto (économiste péruvien), Le Mystère du capital, traduit par Michel Le Seac'h, éd. Flammarion, 309 pages.

#### Géopolitique et la politique internationale
1. Arjun Appadurai (anthropologue américain), Après le colonialisme : Les conséquences culturelles de la globalisation, préface de Marc Abélès, traduit par Françoise Bouillot, éd. Payot, coll. Petite bibliothèque Payot, 326 pages, juin,  (ISBN 2228900001).
2. Jean-Charles Brisard et Damien Martinez, Zarqaoui, Le nouveau visage d'Al-Qaïda, éd. Fayard.
3. Jacques Généreux, Manuel critique du parfait Européen, éd. Le Seuil.
4. Olivier Guillard, Le Pakistan de Musharraf, enfin respectable ?, éd. Lignes de repères, 158 pages.
5. Alain Guillemoles, Même la neige était orange, éd. Les Petits Matins, 172 pages. Les évènements en Ukraine en 2004.
6. Jean-Pierre Milelli (dir.) et Gilles Kepel, Al-Qaida dans le texte, éd. PUF.

#### Histoire
1. Anne Applebaum (américaine), Goulag : Une histoire, traduit par Pierre-Emmanuel Dauzat, éd. Grasset & Fasquelle, 716 pages. 18 millions de personnes furent victimes des camps de concentration soviétiques.
2. Jean-Claude Barreau et Guillaume Bigot, Toute l'histoire du monde. De la préhistoire à nos jours, éd. Fayard, janvier, 451 pages.
3. Jean-Louis Brunaux, Les Gaulois, éd. Belles lettres.
4. Pierre Geoltrain et Jean-Daniel Kaestli, Écrits apocryphes chrétiens, éd. Gallimard - La Pléiade, 2 208 pages.
5. Leon Goldensohn, Robert Gellately (commentaires), Les Entretiens de Nuremberg, Présenté par Robert Gellately, éd. Flammarion, 548 pages.
6. Simon Kitson, Vichy et la chasse aux espions nazis : 1940-1942 : complexités de la politique de la collaboration, éd. Autrement, janvier, 268 pages.
7. Frédéric Lert, Boeing B-52 ; 50 ans d'opérations, éd. Larivière.
8. Claude Ribbe, Le Crime de Napoléon, éd. Privé
9. Jean-Pierre Thiollet,  Je m'appelle Byblos, préface de Guy Gay-Para, éd. Paris, H & D.
10. Gérard Unger, Aristide Briand, le ferme conciliateur, éd. Fayard, Paris, 541 pages. Une recension de ce titre est disponible sur Histobiblio.com.

#### Littérature
1. Charles Dantzig, Dictionnaire égoïste de la littérature française, éd. Grasset & Fasquelle, septembre, 968 pages,  (ISBN 2246634318). Prix Décembre.
2. Romain Gary, L'Affaire homme, textes rassemblés et présentés par Jean-François Hangouët et Paul Audi, traduit par Pierre-Emmanuel Dauzat, J.-F. Hangouët et P. Audi, éd. Gallimard Folio, 354 pages.

#### Politique
1. Marcel Gauchet, La Condition politique, éd. Gallimard, 562 pages.

#### Politique en France
1. Attac (œuvre collective), Vivent les impôts!, Éditions Mille et une nuits.
2. Frédéric Charpier, Génération Occident, éd. Le Seuil.
3. Renaud Camus (universitaire), La dictature de la petite bourgeoisie, entretien avec le journaliste Marc Du Saune, éd. Privat, coll. Arguments, 134 p..
4. Caroline Fourest, Frère Tariq, éd. Grasset & Fasquelle, octobre, 166 pages.
5. Jacques Généreux (socialiste) : Sens et conséquences du « non » français, éd. Le Seuil.
6. sous la direction de Béatrice Giblin, Nouvelle Géopolitique des régions françaises, éd. Fayard, 986 pages.
7. Solveig Godeluck, Entre gens de bonnes compagnies, éd. Albin Michel. Les arcanes de l'économie en France.
8. Alfred Grosser, La France semblable et différente, éd. Alvik, 252 pages.
9. Nicolas Lecaussin, Cet État qui tue la France, éd. Plon.
10. Marie-Noëlle Lienemann, Non, et après ?, éd. Jean-Claude Gawsewitch, 147 pages.
11. Manicamp, Chirac s'en va, éd. Grasset & Fasquelle, octobre, 172 pages,  (ISBN 2246698715). Une fiction politique.
12. Sergiu Miscoiu, Le Front National et ses répercussions sur l'échiquier politique français 1972-2002, éd. Fondation pour les Études Européennes, Cluj-Napoca.
13. René Rémond, Les Droites aujourd'hui, éd. Audibert.
14. Michel Rocard (socialiste) : Si la gauche savait : Entretiens avec Georges-Marc Benamou, éd. Robert Laffont, 16 x 24 cm. 372 pages,  (ISBN 2-221-10435-8).
15. Georges Sarre, L'Europe contre la gauche, éd. Eyrolles.
16. Yvan Stéfanovitch, L'Empire de l'eau, éd. Ramsay.
17. Michel Wieviorka (sociologue), La Tentation antisémite, éd. Robert Laffont.
18. Les enfants de Sodome à l'Assemblée Nationale, réédition de 1790, éd. Question de Genre GKC.

#### Santé et la psychanalyse
1. Céline Causse, Vivre avec un enfant hyperactif : Comprendre la maladie et développer les bonnes stratégies, éd. Alpen.
2. Francesca Champignoux, Danse avec l'inconscient : Les coulisses de la psychothérapie, éd. Calmann-Lévy, mai, 261 pages,  (ISBN 2702135919).
3. Valérie Colin-Simard, Mon psy, mon amour, éd. Plon, janvier, 237 pages,  (ISBN 2259193994).
4. sous la direction de Catherine Meyer, auteurs Mikkel Borch-Jacobsen, Jean Cottraux, Didier Pleux et Jacques Van Rillaer, Le livre noir de la psychanalyse. Vivre, penser et aller mieux sans Freud , éd. Les Arènes, 538 pages.
5. Dominique Miller (psychanalyste), La Psychanalyse et la vie, éd. Odile Jacob.
6. Michela Marzano (philosophe), La Fidélité ou l'amour à vif.

#### Sociologie et la psychologie
1. Sylviane Agacinski, Métaphysique des sexes, éd. Le Seuil. Sur la question de la différence et du différend sexuels dans la théologie.
2. Isabelle Attané (Ined) : Une Chine sans femmes, éd. Perrin, février, 391 pages.
3. Claude Boutin (psycho-sociologue canadien), J'achète (trop) et j'aime ça, éditions de l'Homme (août), 134 pages,  (ISBN 9782761920292).
4. Fanny Cohen Herlem, L'Adoption : comment répondre aux questions des enfants, éd. Pascal (juin), 110 pages,  (ISBN 2350190056).
5. Jocelyne Dahan et Anne Lamy, Un seul parent à la maison, éd. Albin Michel.
6. Thérèse Delpech, L'ensauvagement : Essai sur le retour de la barbarie au XXIe siècle, éd. Grasset. Prix Femina de l'essai.
7. Mara Goyet, Les Souffrances du jeune trentenaire, éd. Fayard.
8. Denis Grozdanovitch, Rêveurs et nageurs, éd. José Corti, 300 pages. Éloge de la lenteur.
9. Jacques de Guillebon, Nous sommes les enfants de personne, éd. Presses de la Renaissance.
10. Jean-Claude Kaufmann, Casseroles, amour et crises : ce que cuisiner veut dire, éd. Armand Colin, coll. Individu et Société, août, 342 pages,  (ISBN 2200268866).
11. Jean-Claude Kaufmann, Le cœur à l'ouvrage : Théorie de l'action ménagère, éd. Pocket, coll. Agora, août, 350 pages,  (ISBN 2266100068).
12. Natacha Polony, Nos enfants gâchés, éd. Lattès.
13. Nicolas Renahy (sociologue), Gars du coin, éd. La Découverte[1]
14. Karine Tavarès et Gwenaëlle Viala, Maman solo mode d'emploi, éd. Marabout.

### Livres d'Art et sur l'Art
1. Sandrine Malinaud, Bonnard, peintre de l'intime, éd. À Propos, 2005, 64 p.

### Livres pour la jeunesse

#### Auteurs francophones
1. Corinne Albaut, Betty Coton, éd. Actes Sud Junior, 111 pages.
2. Romain Sardou, Une Seconde avant Noël, éd. XO.

#### Auteurs traduits
1. Stephenie Meyer (américaine), Fascination (saga Twilight, tome 1), éd. Hachette Roman.
2. Lisa Tetzner (allemande) et Kurt Kläber (allemand), Les Frères noirs (Die schwarzen Brüder, 1939), éd. L'École des Loisirs.
3. Geronimo Stilton, Le Royaume de la fantaisie.
4. Erin Hunter, Retour à l'état sauvage, éd. Pocket Jeunesse, 272 pages.
5. Erin Hunter, À feu et à sang, éd. Pocket Jeunesse, 317 pages.

### Nouvelles
1. Etgar Keret (israélien), Un homme sans tête, traduit par Rosie Pinhas-Delpuech, éd. Actes Sud, 203 pages. 34 nouvelles d'humour juif.

### Poésie
1. Herménégilde Chiasson, Parcours, éd. Perce-Neige.
2. Alain Marc, Regards hallucinés, préf. Bernard Noël, éd. Lanore.
3. Elisabeth Vezin-Mourcou, Libertine, éd.plume au bout des doigts.

### Publications
1. Laurence Boccolini, Méchante - Tome 2, éd. Le Cherche midi, coll. « Le Sens de humour »,  (ISBN 2749104629).
2. Jean-Paul Dubois, Vous plaisantez monsieur Tanner, éd. de l'Olivier, coll. Points, 150 pages,  (ISBN 9782757804742). Les déboires du bricolage.
3. Jacques de Guillebon, Nous sommes les enfants de personne, éd. Presses de la Renaissance, 224 pages.
4. Abdellah Hammoudi (universitaire marocain), Une saison à La Mecque. Récit de pèlerinage.
5. Jennifer Lawler et Holly Ziegler, Un jardin feng shui, éd. First (février), coll. Pour les nuls,  (ISBN 2754000143).
6. Daniel Libeskind avec la collaboration de Sarah Crichton, Construire le futur, traduit par Marina Boraso et Pierre Girard, éd. Albin Michel, février, 320 pages. Architecture.
7. Jean-Marie Pelt, Nouveau tour du monde d'un écologiste, éd. Fayard.
8. Thierry Roland et Michel Platini (préface) : Mes 100 plus beaux matchs, éd. Larousse, octobre, 224 pages.
9. Richard Scoffier, Frédéric Borel, éd. Norma, janvier, 224 pages. Architecture
10. Sophie Talneau, On vous rappellera, éd. Hachette littératures, février, 245 pages.

#### Enfance et éducation
1. Claire Breton, J'ai deux mamans, c'est un secret, éd. Leduc.
2. Martine Gross, Fonder une famille homoparentale, éd. Ramsay.

#### Récits
1. Jean Chalon, Chère Lola Florès, éd. Fayard, janvier, 179 pages.
2. Jean Amila, La Marche au canon, Stéfanie Delestré (commentaires), Hervé Delouche (préface), éd. Gallimard, coll. Arcanes, mars, 107 pages.
3. Jean Meckert, La Tragédie de Lurs, préfaces Stéfanie Delestré et Hervé Delouche, éd. Gallimard, mars, 107 pages.
4. Christine Orban, Deux fois par semaine, éd. Albin Michel, septembre, 191 pages,  (ISBN 2226168095).
5. Laurence Zordan, Des yeux pour mourir, éd. des Femmes / Antoinette Fouque, janvier, 173 pages.

### Romans
Tous les romans parus en 2005

#### Auteurs francophones
1. Olivier Adam, Falaises.
2. Jean Amila, Jusqu'à plus soif, éd. Gallimard, coll. Folio policier, novembre, 268 pages.
3. Metin Arditi (suisse), La Chambre de Vincent, éd. Zoé.
4. Metin Arditi (suisse), Dernière Lettre à Théo, éd. Actes Sud, adapté pour le théâtre.
5. Pierre Assouline, Lutetia, éd. Gallimard, 462 pages.
6. Dominique Barbéris, Ce qui s'enfuit, éd. Gallimard.
7. Bernard Chapuis, La Vie parlée, éd. Stock. Prix Roger-Nimier.
8. Sophie Chauveau, Le Rêve Botticelli, éd. Télémaque, deuxième volume de sa trilogie dédiée à la vie à Florence pendant la Renaissance.
9. Marie Darrieussecq, Le Pays, éd. POL Fiction, août, 296 pages,  (ISBN 2846820856).
10. Hortense Dufour, Le Bois des abeilles, éd. Flammarion, 420 pages. La Grande guerre du côté des femmes.
11. Dominique Fernandez, Jérémie! Jérémie!, éd. Grasset,  (ISBN 2246695317).
12. Patrick Grainville, La Main blessée, éd. du Seuil.
13. Michel Houellebecq, La Possibilité d'une île, éd. Fayard, septembre, 485 pages,  (ISBN 2213625476). Prix Interallié.
14. Alexandre Jardin, Le Roman des Jardin, éd. Grasset.
15. Joseph Joffo, Le Partage, éd. du Rocher.
16. Vincent Landel, La Princesse des jonques, Éditions Plon.
17. Jean Meckert, Je suis un monstre, préfaces Stéfanie Delestré et Hervé Delouche, éd. Gallimard, mars, 312 pages.
18. Patrick Modiano, Un pedigree, éd. Gallimard.
19. Gérard Mordillat, Les Vivants et les morts, éd. Calmann-Lévy, janvier, 656 pages.
20. Jean Raspail, En canot sur les chemins d'eau du roi, Une aventure en Amérique, éd. Albin Michel, octobre, 347 pages,  (ISBN 2226168249).
21. Theresa Révay, Valentine ou le temps des adieux (second roman), éd. Belfond,  (ISBN 2266163108).
22. Jean-Christophe Rufin, La Salamandre, éd. Gallimard. En Folio,  (ISBN 2-07-032876-7).
23. Sylvie Testud, Le Ciel t'aidera, éd. Fayard. Mise en scène de ses fantasmes et de ses folies.
24. Claire Wolniewicz, Ubiquité (premier roman), éd. Viviane Hamy, septembre, 262 pages. Prix des Lycéens Librecourt 2006.

#### Auteurs traduits
1. Gabriela Adamesteanu (roumaine), Une matinée perdue (premier roman traduit), traduit par Alain Paruit, éd. Gallimard, coll. Du monde entier, octobre (édition roumaine 1984),  (ISBN 9782070772117).
2. Silvana De Mari (italienne), Le Dernier Elfe (L'ultimo elfo), traduit de l'italien par Jacques Barbéri, éditions Albin Michel, collection Wiz, 380 pages,  (ISBN 2-22614-955-4)
3. Helen Dunmore (anglaise), Les Petits avions de Mandelstam
4. Bret Easton Ellis, Lunar Park, éd. Robert Laffont.
5. Lucía Etxebarria, Beatriz et les corps célestes, traduit par Alexandra Carrasco, éd. 10x18, 316 pages,  (ISBN 2264033495).
6. Lucía Etxebarria, Amour, Prozac, et autres curiosités, éd. 10x18, 281 pages,  (ISBN 2264031158).
7. Nuala O'Faolain (irlandaise), Chimères
8. Nuala O'Faolain (irlandaise), J'y suis presque.
9. Wolfram Fleischhauer (allemand), La Ligne pourpre, traduit par Olivier Mannoni, éd. JC Lattès, 447 pages. Roman historique dans l'entourage du roi Henri IV de France et de Gabrielle d'Estrées.
10. Tom Franklin, La Culasse de l'enfer, traduit par François Lasquin et Lise Dufaux, éd. Albin Michel, 432 pages.
11. Dale Furutani (américain), La Promesse du Samouraï, traduit par Katia Holmes, éd. 10/18, 254 pages. Premier volet d'une trilogie policière dans le Japon du XVIIe siècle.
12. Terry Goodkind (américain), L'Épée de vérité 4 : Le Temple des vents, éd. Bragelonne (éd. US 1997).
13. Stuart Hill, Thirrin princesse des glaces, éd. Gallimard
14. Douglas Kennedy (américain), Les Charmes discrets de la vie conjugale, traduit par Bernard Cohen, éd. Belfond, 525 p..
15. David Lodge, L'Auteur! L'Auteur!, éd. Rivages,  (ISBN 2743613351).
16. Joyce Carol Oates (américaine), Zarbie les yeux verts, traduit par Diane Ménard, éd. Gallimard, 318 pages.
17. Joyce Carol Oates (américaine), Hantises, traduit par Claude Seban, éd. Stock, 366 pages.
18. Arto Paasilinna (finlandais), Un homme heureux, traduit par Anne Colin du terrail, éd. Denoël, septembre (parution finlandaise en 1976), 243 pages,  (ISBN 2207256723). Une histoire de vengeance dans la Finlande profonde.
19. Juan Manuel de Prada, La Vie invisible, traduit par Gabriel Iaculli, éd. Le Seuil, janvier, 571 pages.
20. Robert James Waller, Les Chemins des Hautes plaines, traduit par Dominique Peters, éd. Albin Michel, 370 pages.
21. Claire Scovell LaZebnik, Ma sœur, ce boulet, éd. Fleuve Noir.
22. Kate Mosse, Labyrinthe.

#### Romans policiers et thrillers
1. Yaguel Didier et Marc Sich, La Nuit des esprits, éd. Plon (avril). Policier sur les thème de l'ésotérisme et des sciences occultes.
2. Thomas Sanchez (américain), King Bongo, éd. Gallimard, 390 pages.

## Théâtre
- Roger Lewinter met en scène la pièce La Mort de Pompée de Pierre Corneille à Genève dans une version prosodiée inédite.
- Roberto Alvim, Il faut parfois se servir d'un poignard pour se frayer un chemin, éditions Les Solitaires Intempestifs

## Décès
- 4 janvier, Humphrey Carpenter, écrivain américain, 59 ans.
- 4 janvier, Guy Davenport, écrivain américain, 77 ans.
- 5 janvier, Antonio Benitez Rojo, écrivain cubain, 73 ans.
- 7 janvier, Pierre Daninos, écrivain français, 91 ans.
- 15 janvier, Walter Ernsting, écrivain de science-fiction allemand, 84 ans.
- 10 février, Jean Cayrol, écrivain français, 93 ans.
- 10 février, Arthur Miller, écrivain américain, 89 ans.
- 11 février, Jack L. Chalker, écrivain américain de science-fiction, mort à 60 ans.
- 20 février, Hunter S. Thompson, écrivain américain, 67 ans.
- 17 mars, Andre Norton, écrivain américaine de science-fiction, morte à 93 ans.
- 24 mars : Pierre Duny-Pétré, écrivain français de langue basque (° 3 avril 1914).
- 30 mars, Robert Creeley, poète américain, 79 ans.
- 7 avril, Yvonne Vera, écrivain du Zimbabwe, 40 ans.
- 9 avril : Andrea Dworkin, écrivaine et théoricienne féministe américaine, 58 ans.
- 3 juin, Bernard Jourdain, écrivain français, 55 ans, prix du Festival de cognac.
- 7 mai, Tristan Egolf, écrivain Américain, 33 ans.
- 6 juillet, Claude Simon, Prix Nobel français, 91 ans.
- 30 juillet, Victoria Garrón, personnalité politique et écrivaine costaricienne, morte à 85 ans.
- 6 août : Vizma Belševica, poétesse et écrivaine lettone, à 74 ans (° 30 mai 1931).
- 14 septembre, Vladimir Volkoff, écrivain français, 72 ans.
- 3 octobre, Guillaume Dustan, écrivain français, 40 ans.
- 17 octobre, Jean Lescure, poète et écrivain français.
- 4 novembre, Michael Coney, écrivain britannique de science-fiction, mort à 73 ans.
- 9 décembre, Robert Sheckley, écrivain américain de science-fiction, mort à 77 ans.
- 16 décembre, Kenneth Bulmer, écrivain britannique de science-fiction, mort à 84 ans.